# Carex taipaishanica
Carex taipaishanica är en halvgräsart som beskrevs av Kun Tsun Fu. Carex taipaishanica ingår i släktet starrar, och familjen halvgräs. Inga underarter finns listade i Catalogue of Life.